# كانون 6 دي مارك 2
كانون 6 دي مارك 2 (بالإنجليزية: Canon EOS 6D Mark 2)‏ هي كاميرا احترافية 26.2 ميجا بيكسل من إنتاج شركة كانون، وقد طرحت في السوق في يونيو 2017.

## روابط خارجية
- الموقع الرسمي